# Детонація

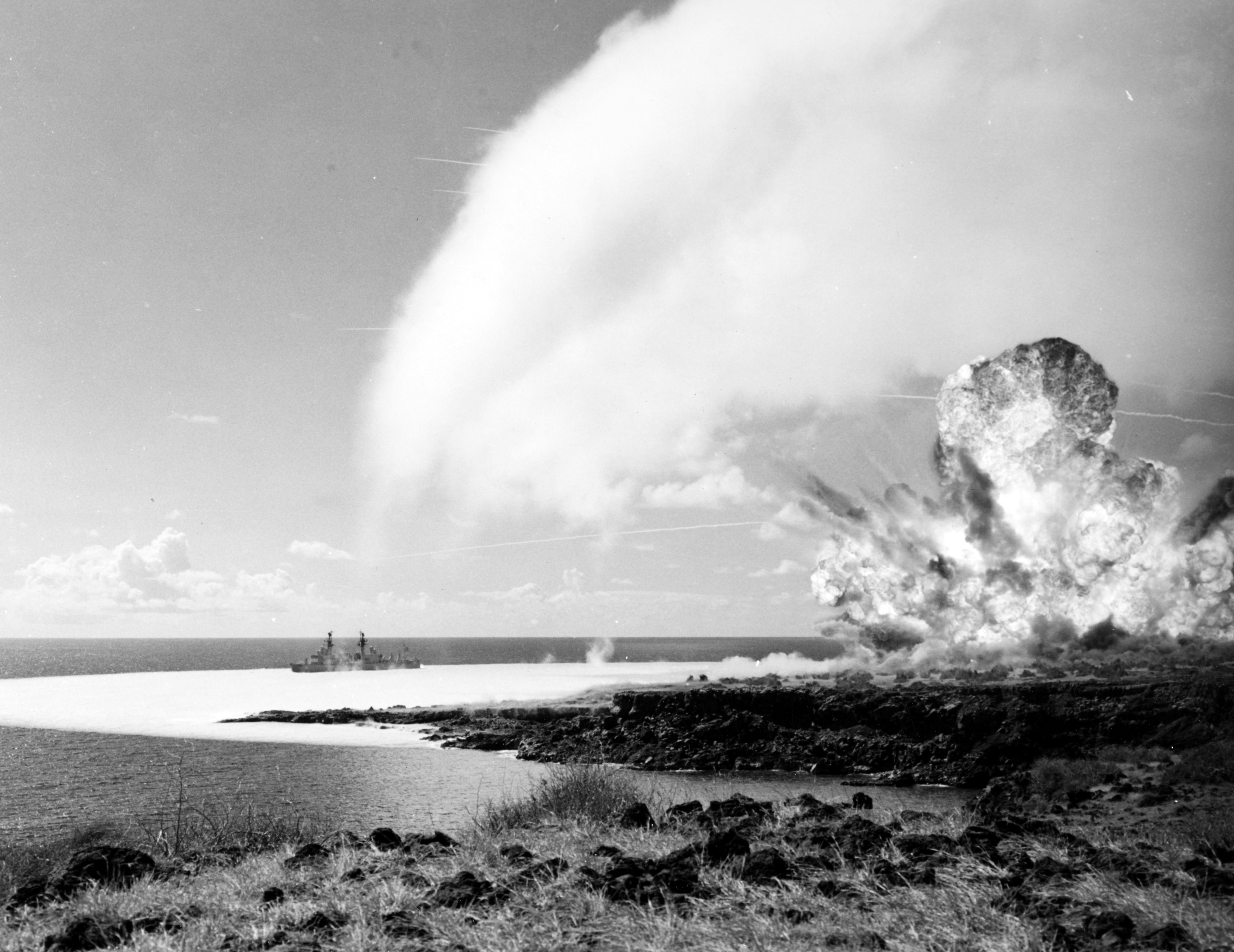
Детонація тринітротолуолу та ударна хвиля.

Детона́ція (від фр. détoner — «вибухати» та лат. detonare — «гриміти») — процес хімічного перетворення вибухових речовин, що супроводжується вивільненням енергії і поширюється по речовині у вигляді хвилі з постійною швидкістю, яка перевищує швидкість звуку в цій речовині. Наукові основи процесу детонації пояснюються гідродинамічною теорією детонації. Завдяки високій швидкості детонації, яка в газовому середовищі сягає 100—3500 м/с, а у рідинах і твердих тілах — до 9000 м/с, розвивається тиск, який у рідинах і твердих тілах становить декілька десятків ГПа.
Детонація моторних палив — ізохорний самоприскорюваний процес переходу горіння паливно-повітряної суміші у двигуні внутрішнього згоряння у детонаційний вибух без виконання роботи з переходом енергії згоряння у зростання температури і тиску газів. Фронт полум'я поширюється зі швидкістю вибуху, тобто перевищує швидкість поширення звуку в цьому середовищі й приводить до значних ударних навантажень на деталі циліндро-поршневої та кривошипно-шатунної груп, що викликає посилене зношування цих деталей. Висока температура приводить до прогоряння днищ поршнів та підгоряння клапанів механізму газорозподілу. Стук, що з'являється при появі детонації пального у двигуні, часто також називають детонацією.